# Efter repetitionen
Efter repetitionen (en España: Tras el ensayo) es una película sueca de 1984, del género dramático, dirigida por Ingmar Bergman y protagonizada por Erland Josephson e Ingrid Thulin.
El filme fue proyectado fuera de competición en el Festival de Cannes de 1984.

## Sinopsis
Tras el ensayo de una obra de Strindberg, Henrik Vogler, un viejo director de teatro, se sumerge en sus recuerdos hasta que es interrumpido por la entrada de dos mujeres: Anna, una apasionada y joven actriz, dispuesta a sacrificarlo todo por el arte, y Rakel, una mujer neurótica y alcohólica que ha sido su amante. Los tres recordarán su vida sentimental.

## Reparto
- Erland Josephson: Henrik Vogler
- Ingrid Thulin: Rakel Egerman
- Lena Olin: Anna Egerman
- Nadja Palmstjerna-Weiss: Anna Egerman (joven)
- Bertil Guve: Henrik Vogler (joven)